# Francis Schewetta
Francis Schewetta   (Île-de-Bréhat, 29 d'agost de 1919 - Saint-Maurice, 8 d'octubre de 2007) va ser un atleta francès, especialista en els 400 metres llisos, que va competir durant la dècada de 1940.
El 1948 va prendre part en els Jocs Olímpics de Londres, on va disputar dues proves del programa d'atletisme. Va guanyar la medalla de plata en els 4x400 metres relleus formant equip amb Jean Kerébel, Robert Chef d'Hôtel i Jacques Lunis, mentre en els 400 metres quedà eliminat en sèries.
Al Campionat d'Europa d'atletisme de 1950 fou quart en els 4x400 metres Fou subcampió nacional dels 400 metres el 1948 i medalla de bronze el 1949.
El 1948 aconseguí el rècord nacional dels 4x400 metres.

## Millors marques
- 400 metres llisos. 48.3" (1948)[1]